# Delerium
Delerium – kanadyjska grupa muzyczna z Vancouver, założona w 1987 roku i wykonująca muzykę elektroniczną. Do stałych członków grupy należą Bill Leeb i Rhys Fulber.

## Dyskografia

### Albumy/EP
- Faces, Forms & Illusions (Dossier, 1989), LP / CD
- Morpheus (Dossier, 1989), LP / CD
- Syrophenikan (Dossier, 1990), LP / CD
- Stone Tower (Dossier, 1991), LP / CD
- Euphoric (Third Mind, 1991), EP / CD
- Spiritual Archives (Dossier, 1991), LP / CD
- Spheres (Dossier, 1994), LP / CD
- Spheres 2 (Dossier, 1994), LP / CD
- Semantic Spaces (Nettwerk, 1994), CD
- Karma (Nettwerk, 1997), CD
- Karma (w / bonus disc) (Nettwerk, 1997, 1999, 2000), 2CD
- Poem (Nettwerk, 2000), CD
- Poem (w / bonus disc) (Nettwerk, 2000), 2CD
- Chimera (Nettwerk, 2003), CD
- Chimera (w / bonus disc) (Nettwerk, 2003), 2CD
- Nuages du Monde (Nettwerk, 2006), CD (3 października)
- Fauxliage (Nettwerk, 2007), CD
- Music Box Opera (Nettwerk, 2013), 2CD
- Rarities & B-Sides (Nettwerk 2015), LP / CD   (21 kwietnia)
- Mythologie (Metropolis Records, 2016), LP/CD (23 września)
- Signs (Metropolis Records, 2023), LP/CD (10 marca)

### Single
- "Flowers Become Screens" (Nettwerk, 1994), CDS
- "Incantation" (Nettwerk, 1994), 12"
- "Euphoria (Firefly)" (Nettwerk, 1997), CDS
- "Duende" (Nettwerk, 1997), CDS
- "Silence" (Nettwerk, 1999, 2000), CDS
- "Heaven's Earth" (Nettwerk, 2000), CDS
- "Innocente" (Nettwerk, 2001), CDS
- "Underwater" (Nettwerk, 2002), CDS
- "After All" (Nettwerk, 2003), CDS
- "Run for It" (Nettwerk, 2003), promocyjny CDS
- "Truly" (Nettwerk, 2004), CDS
- "Silence 2004" (Nettwerk, 2004), CDS
- "Angelicus" (Nettwerk, 2007), CDS
- "Lost and Found" (Nettwerk, 2007), promocyjny CDS
- "Silence 2008" (Nettwerk, 2008)
- "Dust in Gravity" (Nettwerk, 2009)
- "Monarch" (Nettwerk, 2012)
- "Days Turn into Nights" (Nettwerk, 2012)
- "Chrysalis Heart"  (Nettwerk, 2013)
- "Glimmer" (Nettwerk, 2015)
- "Ritual" (Nettwerk, 2016)
- "Stay"  (Nettwerk, 2018)

### Kompilacje
- Reflections I (Dossier, 1995), CD
- Reflections II (Dossier, 1995), CD
- Archives I (Nettwerk, 2002), 2CD
- Archives II (Nettwerk, 2002), 2CD
- Odyssey: The Remix Collection (Nettwerk, 2001), 2CD
- The Best Of (Nettwerk, 2004), CD
- Voice: An Acoustic Collection (101 Distribution, 2010), CD
- Rarities & B-Sides (Nettwerk 2015), LP / CD

### Teledyski
- "Flowers Become Screens"[1] (1994)
- "Incantation"[1] (1994)
- "Euphoria (firefly)"[1] (1997)
- "Duende"[1] (1997)
- "Silence" (Airscape Mix) (2000)
- "Aria" (2000)
- "Innocente" (Lost Witness Remix) (2001)
- "Underwater" (Above & Beyond's 21st Century remix) (2002)
- "After All" (2003)
- "After All" (Svenson & Gielen edit) (2003)
- "Angelicus" (2007)
- "Lost And Found" (2007)
- "Dust in Gravity" (200
- "Dust in Gravity (Sultan & Ned Shepard Remix)" (2009)
- Monarch" (2012)
- "Days Turn into Nights" (2013)
- "Chrysalis Heart" (2013)
- "Glimmer" (2015)
- "Stay" (2018)

### Przeróbki (Remiksy)
- Tara MacLean – "Divided" (2000)
- Sarah Brightman – "A Whiter Shade Of Pale" (2001)
- Sasha Lazard – "Awakening" (2002)
- Clint Mansell – "Requiem for a Dream Soundtrack – Deluxed" (2002)
- Lunik – "Waiting" (2003)
- Phildel – "Comfort Me" (2013)

## Członkowie oraz historia
Delerium tradycyjnie było projektem dwuosobowym, ale jedynym stałym członkiem w całej jego historii był Bill Leeb. Leeb był gościnnym muzykiem i wczesnym zwolennikiem pionierów tańca industrialnego Skinny Puppy, ale po jego odejściu w 1986 roku zaczął tworzyć własny projekt Front Line Assembly ze współpracownikiem Michaelem Balchem. Później obaj pracowali nad pobocznym projektem Delerium i wydali swój pierwszy album, Faces, Forms & Illusions. Po tym, jak Balch opuścił zarówno Front Line Assembly, jak i Delerium, Leeb współpracował z Rhys Fulber i obaj wydali kilka albumów pod pseudonimem Delerium; w tych latach nastąpiła stopniowa zmiana stylistyki z ciemniejszego ambientu na bardziej taneczny dźwięk. Po wydaniu Karmy Fulber odszedł, aby realizować inne zainteresowania, a Leeb połączył siły z producentem Chrisem Petersonem, aby wydać Poemat. Jednak w 2003 roku Leeb i Fulber ponownie spotkali się w celu wydania Chimery, a następnie Nuages du Monde w 2006 roku.
W przeciwieństwie do innych projektów Leeba i współpracowników, od czasu wydania Semantic Spaces w skład Delerium weszło kilku gościnnych wokalistów. Były to głównie kobiety, takie jak Kristy Thirsk (z Rose Chronicles), Sarah McLachlan, Leigh Nash (z Sixpence None the Richer), Elsieanne Caplette (z Elsiane), Lisa Gerrard (tylko próbkowane), Jaël (ze szwajcarskiego zespołu Lunik), Camille Henderson, Nerina Pallot, Emily Haines (metryczna), Jacqui Hunt (z teorii pojedynczego pistoletu), Isabel Bayrakdarian i Shelley Harland. Poza Leebem tylko trzy mężczyźni wnieśli wokale do albumu Delerium: Matthew Sweet („Daylight”, poemat), Greg Froese („Apparition”, Nuages du Monde) i Michael Logen („Days Turn into Nights”, w Music Box Opera); ponadto pobrano próbki od znanego griota Baaba Maala („Przebudzenia” w „Archiwach duchowych”).
Mediæval Bæbes zapewnił utwór wokalny i zagrał w filmie Aria; wokal jest dostosowaną wersją wokalu z „All Turns to Yesterday” na albumie Worldes Blysse Bæbesa. Są też prezentowane na dwóch utworach z albumu Delerium z 2006 roku, Nuages du Monde.
Chociaż można argumentować, że Front Line Assembly ma największy kultowy spośród wszystkich projektów Leeb i współpracowników, Delerium jest bez wątpienia najbardziej udanym finansowo. Oprócz tych dwóch ostoi, powiązane projekty rodziny Leeb, Fulber, Peterson, Balch obejmują między innymi Equinox, Intermix, Noise Unit, Pro-Tech i Synæsthesia. Ponadto w 2007 roku Leeb i Fulber współpracowali z Leigh Nash pod nazwą Fauxliage, również Rhys Fulber utrzymuje swój solowy projekt Conjure One od czasu tymczasowego opuszczenia Delerium.